# Xylographus porcus
Xylographus porcus es una especie de coleóptero de la familia Ciidae.

## Distribución geográfica
Habita en Guatemala y México.